# Акростих
Акростихът е вид поема или друг вид текст в стихова форма, написани така, че първите букви на стиховете, параграфите или други повтарящи се структури в текста да образуват ново послание. При азбучника - абецедариус началните букви следват реда на азбуката. В България едно от най-ранните (около 9 век) известни старобългарски стихотворения в азбучен акростих е „Азбучна молитва“, за чийто автор се приема Константин Преславски. Други български творци в акростих са Ефрем (14 век) и Георги Витанов (21 век).
Пример:
| „                         | Огънят сърцето задушава. Буен пламък в тялото гори. Искра надежда тихо ме пленява. Чаровните ти устни покоряват. А нежните ръце пленяват. Но можеше да бъде по-различно. Тихо в същността ми ти живееш. Ехото на любовта пленяваш. | “ |
| Николай Пеняшки — Плашков | |   |

Акростихът не може да бъде вид поема. Той е втори текст (акростихът е паратекст), съставен от елементи на основния по определени правила. Той не е характерен само за поезията (намира се в романи, жития, надписи и пр.). Най-интересен е средновековният акростих, който има множество варианти. В последните двадесет и пет години бяха направени множество интересни открития в областта на старобългарския акростих. Съчинения, подписани с имената на Константин, Климент, Сава, Боян и др., свидетелстват за вниманието към този похват още в началото на славянската писмена култура. Българските медиевисти, които изследват проблема, са Ст. Кожухаров, Н. Драгова, Г. Попов, В. Панайотов, Кл. Иванова, Б. Мирчева и др.